# Кауф, Джелин
Джелин Шарлотта Кауф (англ. Jaelin Charlotte Kauf; род. 26 сентября 1996, Вейл, Колорадо) — американская фристайлистка, специализирующаяся в могуле, серебряный призёр Олимпийских игр 2022 года, чемпионка мира 2025 года в параллельном могуле. 

## Биография
В 2017 году завоевала бронзовую медаль на чемпионате мира по фристайлу в параллельном могуле.
Была участницей ОИ-2018, но не смогла пройти в финал, заняв 7-е место.
В 2019 году завоевала серебряную медаль на чемпионате мира по фристайлу в параллельном могуле.
На ОИ-2022 стала серебряным призёром, уступив австралийке Джакаре Энтони и опередив россиянку Анастасию Смирнову..
На чемпионате мира 2023 года завоевала две серебряные медали.
На чемпионате мира 2025 года выиграла золото в параллельном могуле.

## Результаты на крупнейших соревнованиях

### Зимние Олимпийские игры
| Олимпийские игры | Могул |
| ---------------- | ----- |
| 2018 Пхёнчхан    | 7     |
| 2022 Пекин       | 2     |